# Miloslava Rezková
Miloslava Hübnerová-Rezková (Praga, 22 de julho de 1950 - 19 de outubro de 2014) foi uma atleta tcheca, campeã olímpica de salto em altura nos Jogos Olímpicos de Verão de 1968 realizados na Cidade do México.
Especialista no salto em altura, conquistou a medalha de ouro nesta modalidade com a marca de 1,82 m em seu terceiro e último salto. Participou também dos Jogos de Munique 1972, mas não teve sucesso em defender seu título, sem conseguir chegar às finais.
Rezková faleceu em 19 de outubro de 2014.